# Cuevas Bajas
Cuevas Bajas es un municipio español de la provincia de Málaga (Andalucía), situado en la comarca nororiental. Por carretera se halla situado a 75 km de Málaga y a 495 km de Madrid. En 2016 contaba con una población de 1430 habitantes. Su extensión superficial es de 16,53 km² y tiene una densidad de 89,66 hab/km².

## Geografía
Donde Málaga se asoma al Genil, situada en un bello valle, encontramos la villa de Cuevas Bajas. Al borde norte de la comarca de Antequera, a orillas del caudaloso río Genil, Cuevas Bajas conserva la fisonomía de pueblo andaluz, de calles estrechas y cortas con sus casas con ventanas enrejadas y balcones. Dista 70 kilómetros de Málaga, está a 323 metros sobre el nivel del mar.

### Relieve
En el relieve de Cuevas Bajas cabe destacar multitud de cerros. El mismo pueblo se encuentra situado en la ladera norte de un cerro, junto a un valle fluvial que forma el río Genil.
El municipio tiene una superficie aproximada de 16 kilómetros cuadrados, lo que representa un 0,82 % de la superficie total de la comarca de Antequera. Su forma es rectangular.
El núcleo urbano se encuentra situado al noroeste del municipio. Su altitud es de 323 metros sobre el nivel del mar.
Limita al norte con el municipio de Encinas Reales (provincia de Córdoba); al este con Cuevas de San Marcos; al sur y al sureste con Villanueva de Algaidas; al suroeste con Antequera, y al oeste con Benamejí.

## Historia
La comarca en la que se encuentra ubicada la villa de Cuevas Bajas, tiene antecedentes históricos desde el paleolítico (40 000 años a. C.), según se desprende de los instrumentos aparecidos en los alrededores de la localidad y en las terrazas del río Genil. Durante la época de dominación romana, en torno al s. II a. C., próxima a Cuevas Bajas pasaba una de las calzadas romanas que registra el Itinerario de Antonio, además de las numerosas villas cuyos vestigios se han encontrado en su término. Tras la dominación árabe -siendo esta plaza conquistada por el alcaide de Antequera, Fernando de Narváez, en 1426-, merced a los repartos de tierras, comienza a repoblarse la villa poco a poco. En 1740, Cuevas Bajas alcanzó los 1300 habitantes y en 1900, los 2900 habitantes.

## Geografía humana

### Demografía
Cuenta con una población de 1341 habitantes (INE 2024).
| Gráfica de evolución demográfica de Cuevas Bajas entre 1842 y 2021                                                    |
| |
| Población de derecho según los censos de población del INE. Población de hecho según los censos de población del INE. |

### Economía

#### Evolución de la deuda viva municipal
| Gráfica de evolución de Deuda viva del Ayuntamiento de Cuevas Bajas entre 2008 y 2019                                |
| |
| Deuda viva del Ayuntamiento de Cuevas Bajas en miles de Euros según datos del Ministerio de Hacienda y Ad. Públicas. |

## Educación

### CEIP San Juan Bautista
Este colegio está dividido en dos módulos, separados el uno del otro por unos 150 metros.
El edificio antiguo fue construido sobre 1970 y en él están las clases de infantil de 4 y 5 años, y los cursos de Primaria desde 1.º a 3.º distribuidos en dos plantas.
En el edificio nuevo se encuentras las clases de 4.º, 5.º y 6.º de primaria y 1.º y 2.º de Secundaria.

## Monumentos
Sus monumentos más interesantes son la iglesia de San Juan Bautista (construida en el siglo XVIII), que puede considerarse una de las iglesias más grandes de la zona; la calle real, con antiguas y bellas fachadas como la Casa de los cristales y la Casa de Felipe Quintana; y los poblados del Cedrón y La Moheda, que mantienen la arquitectura típica de la zona y fueron fundados por judíos y musulmanes.
Por otro lado no podemos dejar de lado los bellos parajes del río Genil a su paso por la villa de Cuevas Bajas, y el observatorio de aves que se encuentra en el camino hacia la noria de la Agusadera (un bello paraje que data del siglo XIX). O subir al Cerro de la Cruz, a 768 metros de altitud, mirador natural de la comarca Nororiental. Allí se observan territorios de tres provincias andaluzas. Por último, se pueden visitar las Huertas del Marqués, donde se sigue utilizando el sistema de acequias que implantaron los árabes.
Cuenta con una chimenea de fábrica de aceite, actualmente en desuso, además de numerosas ermitas callejeras, situadas en las fachadas de algunas de las casas de los vecinos del pueblo. También se puede ver una bella escultura situada en la Plaza de la Paz dedicada a una de las víctimas del 11M.

## Fiestas
- Cuevas Bajas celebra sus fiestas en honor de San Juan Bautista los días 24 y 25 de junio. Durante esta fiesta se suelen construir carrozas y se lleva a cabo una fiesta en el campo. En el mes de agosto tiene lugar la feria de verano, que se prolonga durante cuatro días a mediados de este mes.

- La Semana Santa, fiesta donde procesionan imágenes como la talla del nazareno del sevillano Castillo Lastrucci (Jueves Santo), el paso de la Virgen de la Soledad (Viernes Santo) o la procesión de los niños que sacan a las calles una pequeña talla el Domingo de Resurrección.

- La fiesta de la Candelaria, que se celebra el 2 de febrero, durante la cual, en las calles del pueblo, los vecinos hacen grandes hogueras, los niños suelen hacer muñecos de trapo y se queman en dichas hogueras. Al día siguiente es habitual celebrar el día de San Blas comprando rosquitas de pan y chocolate.

- El carnaval

- El día de San Marcos, el 25 de abril. Durante el día de San Marcos, los habitantes del pueblo y de los pueblos cercanos se preparan para hacer una comida juntos en el campo. Además algunos suelen acampar durante este día.

- En los últimos años se ha implantado la celebración de la fiesta de la "zanahoria morá", un producto muy peculiar por su color morado y sus propiedades exóticas. Esta fiesta se suele celebrar todos los años el primer domingo del mes de diciembre. Durante esta fiesta se preparan unas casetas con los productos típicos del pueblo y algunos otros de interés. Además se puede degustar este producto típico junto con unas migas. También se pueden degustar las chacinas caseras, el famoso resol y la repostería típica del pueblo.

## Gastronomía
La gastronomía de Cuevas Bajas es la típica de la comarca, destacado la conocida porra fría, las migas, el amplio recetario de pucheros y potajes, sus chacinas, su repostería de herencia hispanoárabe, y el resol (bebida hecha a base de anís e hierbas aromáticas). 
Se debe de hacer mención especial a la zanahoria "morá", un producto característico de este pueblo y que ha vuelto a resurgir en los últimos años, en torno al cual se celebra todos los años un festival.
La zanahoria "morá" es un producto típico y exclusivo de la localidad.El cultivo se hace de manera ecológica, aunque no certificada, en los campos del municipio, necesitando más espacio entre plantas de lo habitual, y usando abonos naturales. Sorprendiendo el tamaño, es más grande que las zanahorias habituales, casi el doble, y por supuesto su color violáceo, que recuerda un poco la remolacha.
La zanahoria "morá" es una variedad muy primitiva, que ya se cultivaba en Oriente hace 3 000 años, aunque su introducción en España ha sido mucho más reciente. Los romanos parece que ya eran muy aficionados a la zanahoria, y muchos pueblos antiguos le atribuían propiedades afrodisíacas.
La zanahoria fue introducida en España por los árabes, desde el norte de África, y en la Edad Media se cultivaba en sus variedades morada, blanca y amarilla por toda Europa. Pero su uso en la cocina se ha ido popularizando sobre todo desde que se empezaron a cultivar en Holanda en el siglo XVII las variedades de color anaranjado como las conocemos hoy día, y que eran capaz de retener su color durante la cocción.
Esta hortaliza proporciona evidentes ventajas para la salud, entre otras: regula la función intestinal, tiene un poder antioxidante seis veces superior a la zanahoria naranja, cuenta con propiedades antiparasitarias, estimula el apetito, protege de enfermedades cardíacas, estimula la visión, potencia el sistema inmunológico y es beneficiosa para la piel.
Actualmente, se realizan productos de alta originalidad con esta hortaliza; por ejemplo: snacks, vinagre balsámico, mermelada e incluso caviar. 
Hay que nombrar el característico arroz con castañas (un postre típico de Semana Santa elaborado con castañas pilongas). Son muy conocidos también los pestiños, los roscos, las flores de leche y las famosas tortas de aceite.